# Blanca de Antillón
Blanca de Antillón (Siglo XIII) fue una noble aragonesa que fue amante del rey catalano-aragonés Jaime I e hija de Sancho de Antillón, señor de Antillón.

## Biografía
Se sabe que era hija del señor de Antillón, Sancho de Antillón y que en el 1241 renunció al Castillo de Castro en favor de su hijo Fernán Sánchez de Castro, nacido ese año.

## Matrimonios y descendencia
Se sabe que en el 1240 tuvo un hijo extramatrimonial con el rey aragonés Jaime I, Fernán Sánchez de Castro, I Barón de Castro.

## Heráldica
El escudo de la casa de Antillón era: en fondo plata, cinco estrellas de azur, en sotuer.